# Jonasz III (metropolita kijowski)
Jonasz III (zm. 9 lipca 1507) – metropolita kijowski w latach 1502–1507.

## Życiorys
Przed wyborem na metropolitę był przełożonym monasteru Zmartwychwstania Pańskiego w Mińsku i osobistym spowiednikiem księżnej Heleny Moskiewskiej. Ona również poparła jego kandydaturę na metropolitę kijowskiego. Prawdopodobnie wybór Jonasza potwierdził patriarcha konstantynopolitański Joachim.